# Бананал
Бананал острво је велико речно острво на реци Арагуаи у југозападном Токантису, Бразил. Бананал је друго највеће речно острво на свету, и највеће речно острво које не излази на океан, дугачко 350 километара и широко 55 километара. Његова укупна површина је 19.162,25 km².

## Животна средина и културна заштита
Бананал острво је животно и културно очувано. У складу са чланом 28. статута Индијанског закона острво је заштићено као Арагуаиа национални парк. Северна трећина острва, која је одређена као национални парк, је популарна дестинација за екотуризам. Јужне две трећине су староседелачке тероторије.

## Становници
Иако Бразилци нису староседеоци на овом острву, они сад насељавају већи део острва. Најмање четири племена живи на острву: Јаваес, Караја, Аве-Цаноеиро и Тука. На острву постоји 16 села: Барра до Рио, Бареира Бранка, Боа Есперанца, Бото Велхо, Какхоеиринха, Фонтоура, ЈК, Каноана, Какиве, Макауба, Санта Исабел, Сао Јоао, Ткоуде, Ткуири, Вари-Вари, Ватау. 
На острву не постоје мостови из држава Токантис на истоку, нити из Мато Грасо на западу. За већи део у години једини превоз је бродом. Међутим за неколико недеља, током сушне сезоне (јун-август) река је довољно ниска да се на острво може доћи аутомобилом. Села имају путеве довољно широке за аутомобиле и тракторе, али су главни облици транспорта уз помоћ коња, бицикла и пешке.

## Општине
Од севера ка југу, острво формира западне делове општина Пиум, Лагоа да Цонфусао, и Формосо до Арагуаиа, на југозападу Токантинс.